# Эпитрохоида
Эпитрохо́ида (от греч. ἐπί — на, над, при и греч. τροχός — колесо) — плоская кривая, образуемая точкой, жёстко связанной с  окружностью, катящейся по внешней стороне другой окружности.

Эпитрохоида с R = 3, r = 1 и h = 1/2

## Уравнения
Параметрические уравнения:
{\displaystyle x=R(m+1)\cdot \cos(mt)-h\cdot \cos((m+1)t)}
{\displaystyle y=R(m+1)\cdot \sin(mt)-h\cdot \sin((m+1)t)}
где {\displaystyle m={\frac {r}{R}}}; {\displaystyle R} — радиус неподвижной окружности; {\displaystyle r} — радиус катящейся окружности; {\displaystyle h} — расстояние от центра катящейся окружности до точки.
Частным случаем эпитрохоиды (r=h) является эпициклоида.

## Примеры
Если {\displaystyle h=r}, эпитрохоида образует эпициклоиду.
Если {\displaystyle h>r}, получаемую фигуру называют удлинённой эпициклоидой, а при {\displaystyle h<r} — укороченной эпициклоидой
Собственные имена получили ещё два варианта эпитрохоиды:
- {\displaystyle r=R} ({\displaystyle m=1}) — улитка Паскаля
- {\displaystyle h=R+r} — роза

Удлиненная эпитрохоида при значениях {\displaystyle m=0.2}, {\displaystyle h=0.3}
Укороченная эпитрохоида при значениях {\displaystyle m=0.2}, {\displaystyle h=0.1}
Улитка Паскаля (эпитрохоида при значениях {\displaystyle m=1}, {\displaystyle h=1.5}
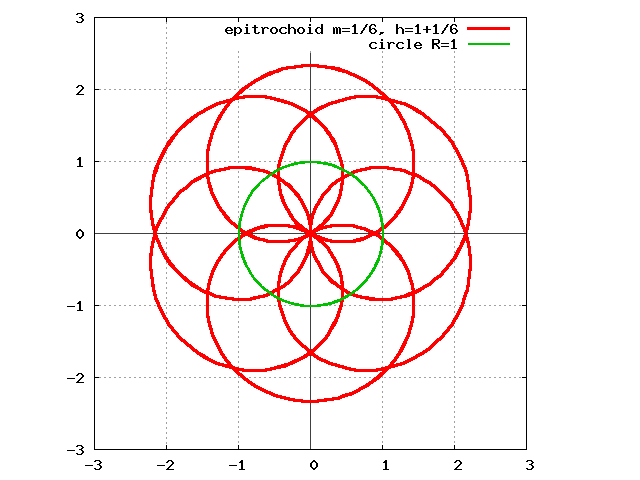
Роза (эпитрохоида при значениях {\displaystyle m=1/6}, {\displaystyle h=1+1/6})